# Tintinnabuli
Tintinnabuli (singular: tintinnabulum; del latín tintinnabulum, "una campana") es estilo composicional creado por el compositor estonio Arvo Pärt, introducido en sus obras Für Alina (1976) y Spiegel im Spiegel (1978). Este estilo está influenciado por las experiencias del compositor con la música coral. Melódicamente, la música tintinabular se caracteriza por dos tipos de voz: la primera (llamada "voz tintinabular") toca en arpegio la tríada tónica, y la segunda se desplaza por la escala diatónica escalonadamente. Las obras tienen a menudo un tempo lento y meditativo, y un acercamiento minimalista a la notación y a la ejecución. Pärt ha desarrollado su estilo en los años desde entonces 1970, pero el efecto global es muy parecido.

## Pärt sobre su estilo
La tintinabulación es un área en la que a veces me adentro cuando estoy buscando respuestas – en mi vida, mi música, mi trabajo. En mis horas oscuras, tengo la sensación segura de que todo fuera de esto no tiene ningún significado. Lo complejo y polifacético solo me confunde, y tengo que buscar unidad. ¿Qué es esto y cómo puedo llegar hasta ello? Los rastros de esta perfección aparecen de muchas formas – y todo aquello sin importancia se desvanece. La tintinabulación es algo así . . . Las tres notas de una tríada son como campanas. Y por eso lo llamo tintinabulación.

Podría comparar mi música a la luz blanca, que contiene todos los colores. Sólo un prisma puede dividir los colores y hacerlos aparecer; este prisma podría ser el espíritu del oyente.
Del ensayo White Light por Hermann Conen, traducido al inglés por Eileen Walliser-Schwarzbart (encontrado en las notas del álbum de ECM Alina)

Tintinnabuli es la conexión matemáticamente exacta de una línea a otra...tintinnabuli es la regla que convierte la melodía y el acompañamiento...en uno. Uno más uno, es uno – no es dos. Este es el secreto de esta técnica.
De una conversación entre Arvo Pärt y Antony Pitt grabada para BBC Radio 3 en la Real Academia de Música en Londres el 29 de marzo de 2000